# Магдинець Василь Васильович
Василь Васильович Магдинець (28 жовтня 1933-20 лютого 2015) доктор хімічних наук, професор, лауреат Державної премії УРСР в галузі науки і техніки. Відомий вчений у галузі синтезу полімерів, з його ім'ям пов'язано створення нового типу ненасичених полімеризаційноздатних олігомерів -олігоуретанакрилатів.

## Біографія
Василь Васильович Магдинець нар0дився 28 жовтня 1933 р. в с. Теково, Виноградівського району, Закарпатської області. Навчався у школі с. Доманинці Ужгородського району, Мукачівській та Ужгородській гімназіях, СШ №1 м. Ужгород. Вищу освіту здобув на хімічному факультеті Ужгородського державного університету в 1956 р. Протягом 1956-1959 рр. В.В. Магдинець працював хіміком-лаборантом на підприємствах М. Ужгород. У 1960-1962 рр. навчався в аспірантурі Відділу полімерів Інституту фізіології рослин АН УРСР (м. Київ), де вивчав процеси утворення ведорозчинних кополімерів акриламіду та використання їх у народному господарстві як поліелектролітів. За цю
роботу йому у 1963 р. присуджено вчений ступінь кандидата хімічних наук за спеціальністю “Хімія високомолекулярних сполук”. Після завершення навчання в аспірантурі В.В. Магдинець був направлений на роботу в Інститут хімії високомолекулярних сполук АН УРСР (м. Київ), де він обіймав посади інженера (1963 р.), молодшого наукового співробітника (1964-1965 рр.), вченого секретаря інституту (1965-1972 рр.), старшого наукового співробітника та завідувача лабораторії ( 1972-1983 рр.), завідувача відділу гетероланцюгових полімерів (1983-1998 рр.).

## Науковий доробок
У 1983 р. В. В. Магдинець захищає дисертаційну роботу за темою “Поліуретанакрилати: синтез, властивості та використання” і здобуває науковий ступінь доктора хімічних наук, а через рік йому присвоюється вчене звання професора. Він - відомий вчений у галузі синтезу полімерів, з його ім'ям пов'язано створення нового типу ненасичених полімеризаційноздатних олігомерів -олігоуретанакрилатів, а також перетворення цих та епоксидних олігомерів у полімери тривимірної природи за радикальним та йонним механізмами, зокрема при фотохімічному ініціюванні процесу. 

Під його керівництвом виконано та захищено 6 кандидатських дисертацій та одна докторська. Протягом 1970-2000 рр. був членом наукових
рад Інституту хімії високомопекулярних сполук і Київського національного університету імені Тараса Шевченка з присудження вчених ступенів
кандидата та доктора хімічних наук за спеціальністю “Хімія високомолекулярних сполук”.

У 1996 р. у складі творчого колективу вчених Інституту хімії високомолекулярних сполук НАН України, Інституту фізичної хімії імені Л.В. Писаржевського НАН України та Київського національного університету імені Тараса Шевченка за цикл робіт “Наукові основи створення фоточутпивих олігомерних матеріалів і методів реєстрації оптичної інформації та їх використання у наукоємних технологіях” В.В. Магдинцю присвоєно почесне звання лауреата Державної премії України в галузі науки і техніки.

## Вибрані наукові праці
Василь Васильович - автор і співавтор понад 140 наукових праць і 20 авторських свідоцтв СРСР і патентів України на винаходи.
- 1. Магдинець В.В., Чайка А.К. Тенденція розвитку хімії полімеризаційноздатних олігомерів.// Вісник АН УРСР. - 1985. - М. 5. - С. 31-35.
- 2. Дегтярева А.А., Клигштейн МС., Магдинец В.В. Кинетика фотохимически инициированной полимеризации тетрагидрофурана. // Укр. хим. журн. - 1988. - 54, М 9. - С. 979-982.
- 3. Клигштейн МС., Менжерес Г.Я., Дегтярева А.А., Ватулев В.Н., Магдинец В.В. Поведение сульфониловой соли при фотоинициированной олигомеризации пропиленоксида. // Высокомолекуляр.соединения.- 1991. - 33, М 5. - С. 973-978.
- 4. Дегтярева А.А., Магдинец В.В. Радиационнохимическая полимеризация гетероциклических соединений. // Укр. хим. журн. - 1996. - 62. - С. 64-66.
- 5. Батог О.П., Ватулєв В.Н., Магдинец В.В. Микрокалориметрическое исследование фотохимически инициированной полимеризации системы циклоалифатической эпоксиолигомєр УП-632 - метакриловая кислота // Композиц. полимер. материали -2000. - М 1. - С. 17-21.
- 6. Менжерес Г.Я., Клигштейн МС., Дегтярева А.А., Ватулев В.Н., Магдинец В.В. Исследование фотоиницированных превращений трифенилсульфонийгексафторфосфора // Теорет. и эксперим. химия. * 1990. - №3. - С. 325-331.
- 7. Чайка А.К., Вовчук Д.С., Магдинец В.В., Итарионов В.В. Фотохимически инциированая полимеризация эпоксидных смол в тонких слоях // Укр. хим. журн. - 1990. - 56, М 2. - С. 197-200.
- 8. Клигштейн МС., Рожкова З.З., Дегтярева АА ., Куц В.С., Магдинец В.В. Изучение фотохимического инициирования катионной полимеризации пропиленоксида методом ЯМР // Высокомолекуляр. соединения. Сер. А. -1991. - М) 4. - С. 850-858.
- 9. Ватульов В.М., Батог О.П., Магдинець В.В., Пашинник В.Ю. Про умови одностадійною одержання аналогів поліепоксиакрилатів // Доп.НАН України. - 1998. -М9 7. -С. 132-136.
- 10. Батог О.П., Чайка А.К., Менжерес Г.Я., Магдинец В.В. Фотохимически инициированная сополимеризация эпоксидных олигомеров с монометакриловым эфиром этиленгликоля // Композиц. полимер. материалы. -1996. - Вып. 57. - С. 79-83.
- 11. Tsarik, L. Y., Novikov, O. N.,  Magdinets, V. V. (1998). Copolymerization of divinyl monomers with maleic and fumaric acid derivatives. Journal of Polymer Science Part A: Polymer Chemistry, 36(3), 371-378[1].
- 12. Spirin, Y. L., Lipatov, Y. S., Magdinets, V. V., Sergeyeva, L. M., Kercha, Y. Y., Savchenko, T. T., & Vilenskaya, L. N. (1968). Polymers based on polyoxypropylene glycol, diisocyanate and ethylene glycol monomethacrylate. Polymer Science USSR, 10(9), 2463-2470[2].